# Adžigabulj
Adžigabulj (azerski: Hacıqabul) je naseljeno mjesto u Azerbajdžanu. Adžigabulj je središte Adžigabuljskoga rajona. Adžigabulj ima 23,512 stanovnika.

## Zemljopis
Kroz Adžigabulj prolazi rijeka Pirsagat.